# صيد الريش
صيد الريش هو صيد الطيور البرية للحصول على ريشها، وخاصة الريشات المزخرفة التي تباع لاستخدامها كزينة، مثل الإغرات في صناعة القبعات ‏. قادت مارغريتا ليمون ونساء أخريات حركة ضد تجارة الريش في المملكة المتحدة أدت إلى إنشاء الجمعية الملكية لحماية الطيور. بلغت تجارة الريش ذروتها في أواخر القرن التاسع عشر وانتهت في أوائل القرن العشرين.